# チャールズ・ターナー (初代准男爵)
初代准男爵、サー・チャールズ・ターナー（英語: Sir Charles Turner, 1st Baronet 1727年頃–1783年10月26日）は、イギリスの政治家。
ウィリアム・ターナーの息子として生まれる。ベヴァリー中等学校を卒業。1744年にインナー・テンプルに入学したほか、1745年、ケンブリッジ大学トリニティ・カレッジに入学。
1759年から翌年まで、ヨークシャー州長官を務めた。。1768年から15年間、ヨーク選挙区選出の庶民院議員。1772年、ヨーク市長となる。 
1782年5月8日にカウンティ・オブ・ヨークにおけるカークレザムのターナー准男爵（Turner baronets, of Kirkleatham in the County of York）に叙爵された。
1783年、57歳で死去。当時10歳の長男チャールズが襲爵し、妻メアリーは第8代准男爵トマス・ガスコインと再婚した。

## 家族
- 先妻 エリザベス（旧姓ウムウェル）
- 後妻 メアリー（庶民院議員ジェイムズ・シャトルワース（英語版）の娘）
  - チャールズ